# Resolutie 2003 Veiligheidsraad Verenigde Naties
Resolutie 2003 van de Veiligheidsraad van de Verenigde Naties werd op 29 juli 2011 met unanimiteit van stemmen aangenomen door de VN-Veiligheidsraad.
De resolutie verlengde de vredesmacht in Darfur in het westen van Soedan opnieuw met een jaar.

## Achtergrond
Al in de jaren 1950 was het zwarte zuiden van Soedan in opstand gekomen tegen het overheersende Arabische noorden. De vondst van aardolie in het zuiden maakte het conflict er enkel maar moeilijker op. In 2002 kwam er een staakt-het-vuren en werden afspraken gemaakt over de verdeling van de olie-inkomsten. Verschillende rebellengroepen waren hiermee niet tevreden en in 2003 ontstond het conflict in Darfur tussen deze rebellen en de door de regering gesteunde janjaweed-milities. Die laatsten gingen over tot etnische zuiveringen en in de volgende jaren werden in Darfur grove mensenrechtenschendingen gepleegd waardoor miljoenen mensen op de vlucht sloegen.

## Inhoud

### Waarnemingen
De Veiligheidsraad herinnerde eraan dat er geen vrede mogelijk is zonder gerechtigheid en aan het belang dat de raad hechtte aan het beëindigen van de straffeloosheid.
Men wilde ook het VN-AU-vredesproces in Qatar voluit steunen en betreurde dat sommige groeperingen nog steeds weigerden hieraan deel te nemen.
Op 14 juli hadden de Soedanese overheid en de Bevrijdings- en Rechtvaardigheidsbeweging het Doha-document voor Vrede in Darfur ondertekend.
Soedan en de gewapende bewegingen in het land werden opgeroepen op basis van dit document vrede tot stand te brengen en onmiddellijk een staakt-het-vuren af te spreken.
Men was voorts diep bezorgd over de verslechterende veiligheid in delen van Darfur.
Zo werd het staakt-het-vuren geschonden, waren er aanvallen door rebellen en bombardementen door de overheid, gevechten tussen stammen onderling en werden hulpverleners en vredeshandhavers aangevallen.
Dat hinderde de toegang van de kwetsbare bevolking tot hulpverlening en joeg tienduizenden van hen op de vlucht.
Bezorgd was men ook over nieuwe vijandelijkheden tussen de Soedanese overheid en het Soedanees Bevrijdingsleger en de Minni Minnawi-factie en verdere vijandelijkheden met de Abdul Wahid-factie en de Beweging voor Rechtvaardigheid en Gelijkheid.

### Handelingen
Het mandaat van UNAMID werd wederom verlengd met twaalf maanden tot 31 juli 2012.
De UNAMID-vredesmacht moest de bevolking in Darfur beschermen en toegang tot humanitaire steun aan hen verzekeren, dit zonder afbreuk te doen aan Soedans verantwoordelijkheid voor de veiligheid van de inwoners van dat land.
De Secretaris-Generaal ging een plan opstellen voor het vredesproces van Darfur.
Hij kreeg het verzoek om hiervoor nauw samen te werken met de Afrikaanse Unie, alle partijen te raadplegen en hierover te rapporteren in zijn volgende driemaandelijkse rapport.
Verder eiste Raad dat UNAMID een radiolicentie zou krijgen, in lijn met het status of forces-akkoord, om vrijlijk te communiceren met alle partijen in Darfur.
Er werd ook aangedrongen op nauwe samenwerking tussen de verschillende vredesmachten in Soedan — UNAMID, UNISFA en UNMISS — gezien een conflict in één regio invloed heeft op heel het land.

## Verwante resoluties
- Resolutie 1996 Veiligheidsraad Verenigde Naties
- Resolutie 1997 Veiligheidsraad Verenigde Naties
- Resolutie 2024 Veiligheidsraad Verenigde Naties
- Resolutie 2032 Veiligheidsraad Verenigde Naties

Lijst ·  1967 ·  1968 ·  1969 ·  1970 ·  1971 ·  1972 ·  1973 ·  1974 ·  1975 ·  1976 ·  1977 ·  1978 ·  1979 ·  1980 ·  1981 ·  1982 ·  1983 ·  1984 ·  1985 ·  1986 ·  1987 ·  1988 ·  1989 ·  1990 ·  1991 ·  1992 ·  1993 ·  1994 ·  1995 ·  1996 ·  1997 ·  1998 ·  1999 ·  2000 ·  2001 ·  2002 ·  2003 ·  2004 ·  2005 ·  2006 ·  2007 ·  2008 ·  2009 ·  2010 ·  2011 ·  2012 ·  2013 ·  2014 ·  2015 ·  2016 ·  2017 ·  2018 ·  2019 ·  2020 ·  2021 ·  2022 ·  2023 ·  2024 ·  2025 ·  2026 ·  2027 ·  2028 ·  2029 ·  2030 ·  2031 ·  2032